# جائزة أستراليا الكبرى 1967
جائزة أستراليا الكبرى 1967 هو سباق فورمولا 1 أقيم بتاريخ 19 فبراير 1967 في سيدني، نيوساوث ويلز، أستراليا. حلّ البريطاني جاكي ستيورات أولا بينما جاء البريطاني جيم كلارك في المركز الثاني.